# Viatcheslav Ambartsoumian
Pour les articles homonymes, voir Ambartsumian.
Viatcheslav Miranovitch Ambartsoumian (en russe : Вячесла́в Мира́нович Амбарцумя́н), né le 22 juin 1940 à Moscou et mort le 4 janvier 2008 dans la même ville, était un footballeur soviétique qui évoluait à un poste de milieu de terrain défensif ou de défenseur.
Il meurt à l'âge de 67 ans, victime d'un accident de la circulation, renversé par une voiture, le 4 janvier 2008.

## Biographie

### En club
De 1960 à 1962, Viatcheslav Ambartsoumian joue pour le CSKA Moscou, puis de 1963 à 1971, pour le Spartak Moscou.
Il dispute un total de 240 matchs dans le championnat d'URSS de première division, inscrivant 42 buts. Il réalise sa meilleure performance lors de la saison 1963, où il marque neuf buts.
Avec le Spartak, il dispute trois matchs en Coupe des coupes lors de la saison 1966-1967.
Il remporte avec le Spartak un titre de champion et deux Coupes nationales.

### En équipe nationale
Viatcheslav Ambartsoumian compte deux sélections en équipe nationale, obtenue lors de l'année 1961.
Il joue son premier match en équipe nationale le 10 septembre 1961, contre l'Autriche (défaite 0-1 à Moscou). Il joue son second match le 12 novembre 1961, contre la Turquie, lors des éliminatoires du mondial 1962 (victoire 1-2 à Istanbul).

## Statistiques
| Saison                | Club                  | Championnat           | Championnat | Championnat | Coupe(s) nationale(s) | Coupe(s) nationale(s) | Compétition(s) continentale(s) | Compétition(s) continentale(s) | Compétition(s) continentale(s) | Total | Total |
| Saison                | Club                  | Division              | M.          | B.          | M.                    | B.                    | Comp.                          | M.                             | B.                             | M.    | B.    |
| 1959                  | Spartak Moscou        | D1                    | 8           | 0           | -                     | -                     | -                              | -                              | -                              | 8     | 0     |
| Sous-total            | Sous-total            | Sous-total            | 8           | 0           | -                     | -                     | -                              | -                              | -                              | 8     | 0     |
| 1960                  | CSKA Moscou           | D1                    | 21          | 2           | 1                     | 0                     | -                              | -                              | -                              | 22    | 2     |
| 1961                  | CSKA Moscou           | D1                    | 24          | 5           | 1                     | 0                     | -                              | -                              | -                              | 25    | 5     |
| 1962                  | CSKA Moscou           | D1                    | 21          | 4           | 1                     | 0                     | -                              | -                              | -                              | 22    | 4     |
| Sous-total            | Sous-total            | Sous-total            | 66          | 11          | 3                     | 0                     | -                              | -                              | -                              | 69    | 11    |
| 1963                  | Spartak Moscou        | D1                    | 30          | 9           | 4                     | 2                     | -                              | -                              | -                              | 34    | 11    |
| 1964                  | Spartak Moscou        | D1                    | 17          | 1           | 3                     | 3                     | -                              | -                              | -                              | 20    | 4     |
| 1965                  | Spartak Moscou        | D1                    | 22          | 3           | 3                     | 0                     | -                              | -                              | -                              | 25    | 3     |
| 1966                  | Spartak Moscou        | D1                    | 29          | 4           | 3                     | 1                     | C2                             | 3                              | 0                              | 35    | 5     |
| 1967                  | Spartak Moscou        | D1                    | 25          | 7           | -                     | -                     | -                              | -                              | -                              | 25    | 7     |
| 1968                  | Spartak Moscou        | D1                    | 29          | 7           | -                     | -                     | -                              | -                              | -                              | 29    | 7     |
| 1969                  | Spartak Moscou        | D1                    | 5           | 0           | -                     | -                     | -                              | -                              | -                              | 5     | 0     |
| 1970                  | Spartak Moscou        | D1                    | 4           | 0           | 2                     | 0                     | -                              | -                              | -                              | 6     | 0     |
| 1971                  | Spartak Moscou        | D1                    | 4           | 0           | 2                     | 0                     | -                              | -                              | -                              | 6     | 0     |
| Sous-total            | Sous-total            | Sous-total            | 165         | 31          | 17                    | 6                     | -                              | -                              | -                              | 182   | 37    |
| 1972                  | Torpedo Koutaïssi     | D2                    | 26          | 2           | 2                     | 0                     | -                              | -                              | -                              | 28    | 2     |
| Total sur la carrière | Total sur la carrière | Total sur la carrière | 265         | 44          | 22                    | 6                     | -                              | 3                              | 0                              | 290   | 50    |

## Palmarès
Spartak Moscou
- Champion d'Union soviétique en 1969.
- Vainqueur de la Coupe d'Union soviétique en 1963, 1965 et 1971.